# Smrekowica
Smrekowica (885 m), Smerkowica – szczyt w głównym grzbiecie Pasma Łamanej Skały w Beskidzie Małym. Znajduje się w tym grzbiecie między Łamaną Skałą (929 m) i szczytem Na Beskidzie (863 m). Północno-zachodnie stoki Smrekowicy opadają do doliny Wieprzówki, w południowo-wschodnim natomiast kierunku odchodzi od niej boczny grzbiet z kulminacją Czarnej Góry. Odgałęzia się od niego na zachód grzbiecik Pośredniego Gronia, w którego zachodnich zboczach usytuowana jest Jaskinia Komonieckiego.
Smrekowica jest porośnięta lasem, ale jej północne stoki to w dużym stopniu wiatrołomy, dzięki temu z jej szczytu roztacza się panorama widokowa w północnym kierunku. Sam szczyt jest skalisty i niemal bezleśny. Od północnej strony znajdują się w nim niewielkie wychodnie w postaci skałek lub muru skalnego.
Nieco poniżej szczytu Smrekowicy, na jej południowo-wschodnich stokach znajduje się niewielka polana Suwory, a na jej obrzeżu źródło Zimna Woda, które jest najwydajniejszym źródłem w grzbietowych partiach Beskidu Małego.
Nazwa Smrekowica nawiązuje do gwarowego określenia świerków – „smreki”, które porastają jej stoki.
Smrekowica jest ważnym węzłem szlaków turystycznych. Głównym grzbietem pasma biegną dwa szlaki: czerwony i niebieski (tuż po południowej stronie wierzchołka Smrekowicy). Na odcinku od Łamanej Skały po szczyt Na Beskidzie nazywane są „szlakiem skałkowym”, gdyż w grzbiecie występują tutaj liczne skałki. Są to tzw. Wędrujące Kamienie. Od dołu (z Krzeszowa) dołącza do nich szlak zielony. Skrzyżowanie tych szlaków (rozdroże pod Smrekowicą) znajduje się zaraz po wschodniej stronie jej wierzchołka, na wysokości 901 m. W grzbiecie głównym po wschodniej stronie wierzchołka znajduje się następne skrzyżowanie szlaków zwane Anulą. Z Rzyk do szlaku czerwonego i niebieskiego dołącza tutaj szlak żółty.
Przez Smrekowicę biegnie granica między wsiami Rzyki w województwie małopolskim (stok północny) i Las w województwie śląskim (stok południowy).
Szlaki turystyczne
 Mały Szlak Beskidzki na odcinku: Przełęcz Kocierska – Potrójna – Łamana Skała – Anula – Smrekowica – rozdroże pod Smrekowicą – Na Beskidzie – Góra Potrójna – przełęcz Beskidek – Leskowiec – schronisko PTTK Leskowiec – Krzeszów – Zembrzyce.
 Przełęcz Przydawki – Gałasiówka – Przełęcz pod Mladą Horą – Anula – Smrekowica – rozdroże pod Smrekowicą – Smrekowica – Na Beskidzie – Góra Potrójna – przełęcz Beskidek – Leskowiec. Czas przejścia 3:30 h, 3 h
 Krzeszów – Suwory – rozdroże pod Smrekowicą – Smrekowica – Anula – Mlada Hora – Przełęcz pod Mladą Horą – Wielki Gibasów Groń – Przełęcz Płonna – Ścieszków Groń – Kocierz Rychwałdzki
 Rzyki (Praciaki) – Anula (skrzyżowanie szlaków)
Galeria zdjęć

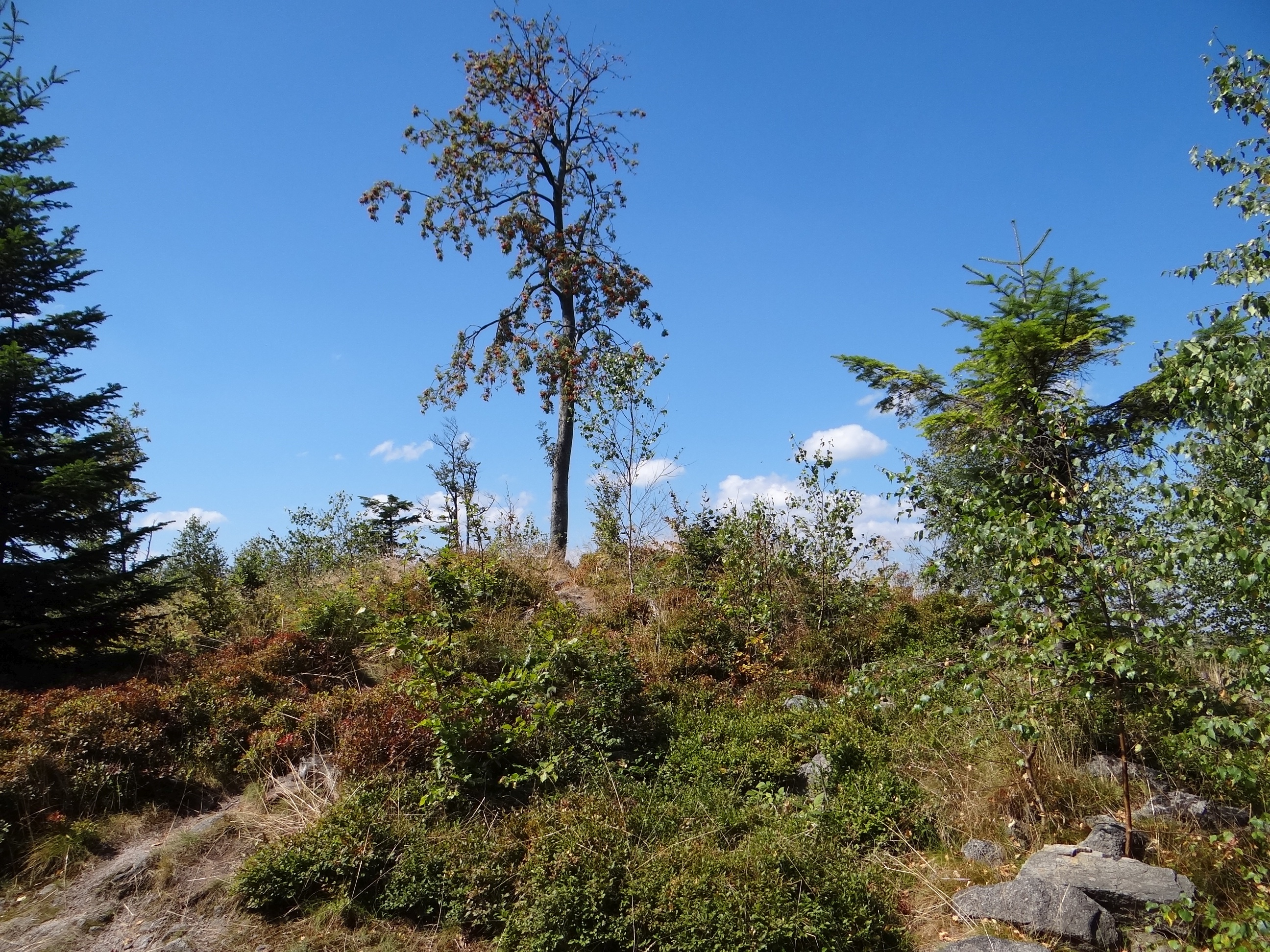
Szczyt Smrekowicy
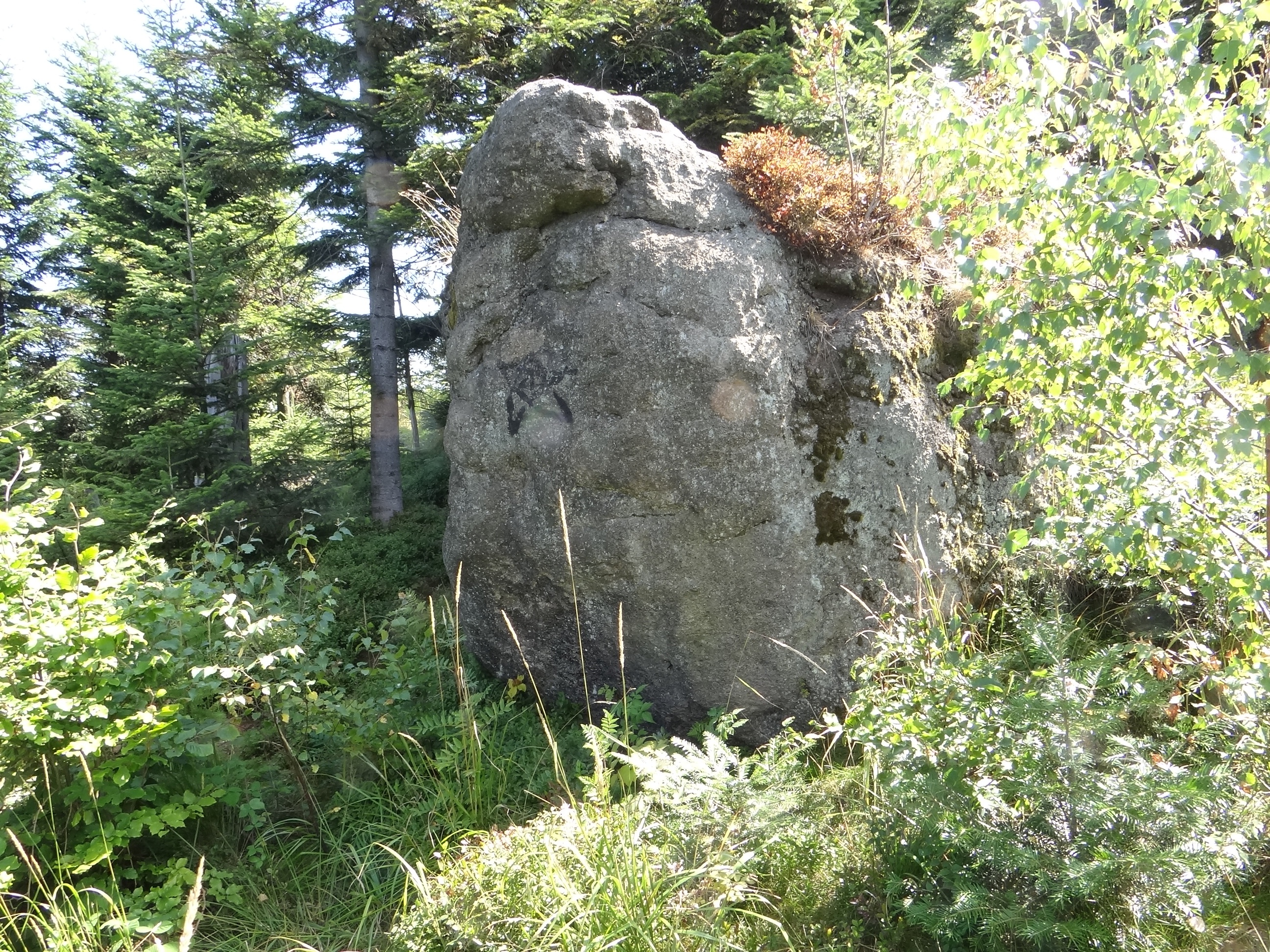
Skałki na grzbiecie Smrekowicy
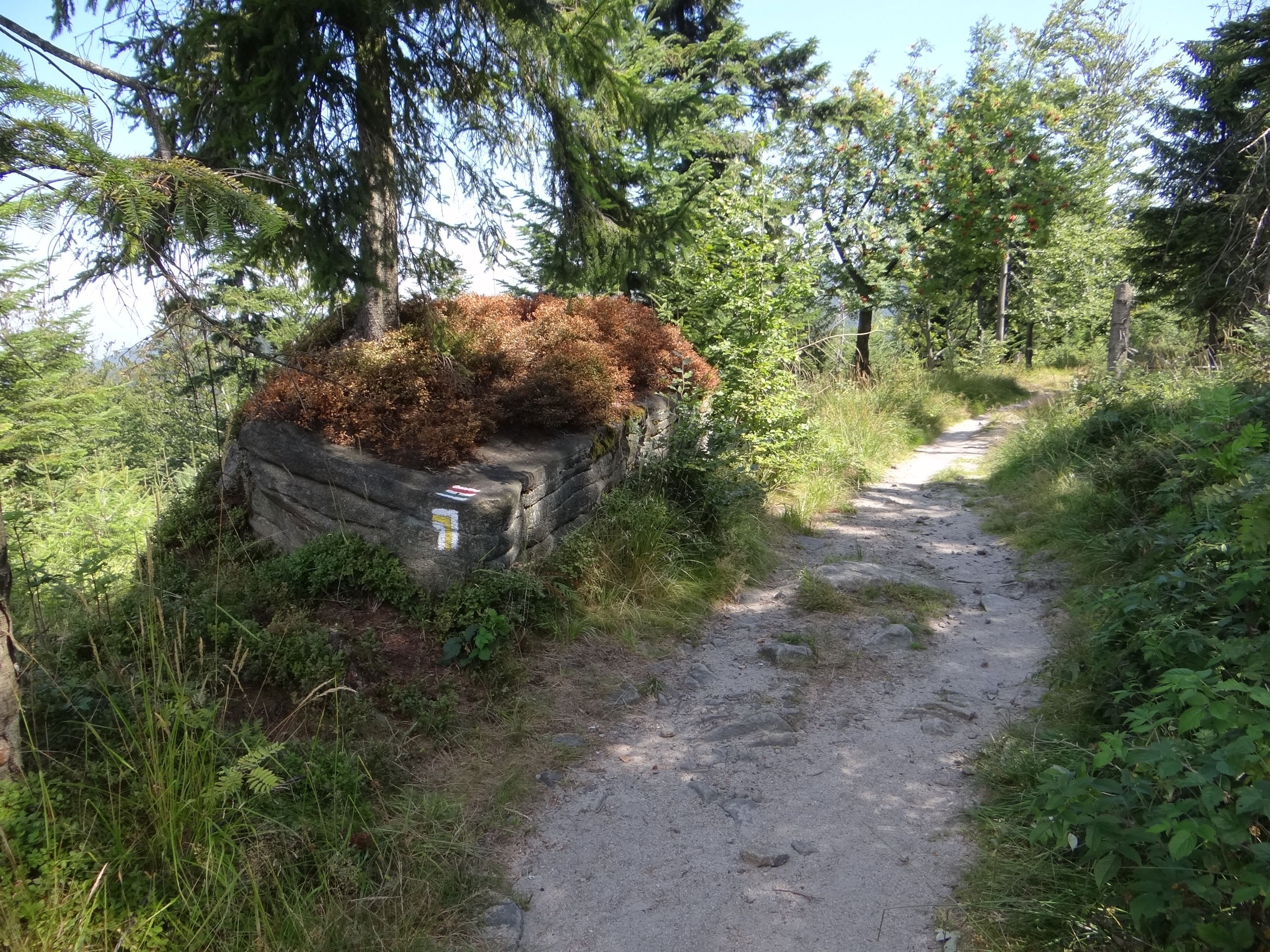
Skałki na grzbiecie Smrekowicy